# 斯莱恩城堡音乐会
斯莱恩城堡音乐会（Slane Castle Concerts），或称斯莱恩节（Slane Festival），是1981年开始在爱尔兰米斯郡斯莱恩斯莱恩城堡举办的一个音乐节，其举办时间不定，一般在八月，但也有多次在其他月份举办。

## 历史
举办地是斯莱恩城堡前天然斜坡形成的圆形剧场。由于城堡紧邻博因河，1995年R.E.M.举办音乐会时，曾有两人试图游过河以避免买票。
大卫·鲍伊、鲍勃·迪伦、布鲁斯·斯普林斯汀曾在此演唱。斯莱恩节一般一年举办一次，唯独2001年和2013年每年举办过两次。